# لوک نیوتن
لوک نیوتن (انگلیسی: Luke Newton؛ زادهٔ ۵ فوریهٔ ۱۹۹۳) بازیگر اهل انگلستان است.
از فیلم‌ها یا برنامه‌های تلویزیونی که وی در آن نقش داشته‌است می‌توان به بریجرتون اشاره کرد.